# أولاد كنون (سيدي رضوان)
أولاد كنون هي إحدى مشيخات المملكة المغربية، تتبع جغرافيا لإقليم وزان وإداريًا لسيدي رضوان. يقدر عدد سكانها بـ 6456 نسمة حسب الإحصاء الرسمي للسكان والسكنى لسنة 2004.